# Angela Billingham, Baroness Billingham

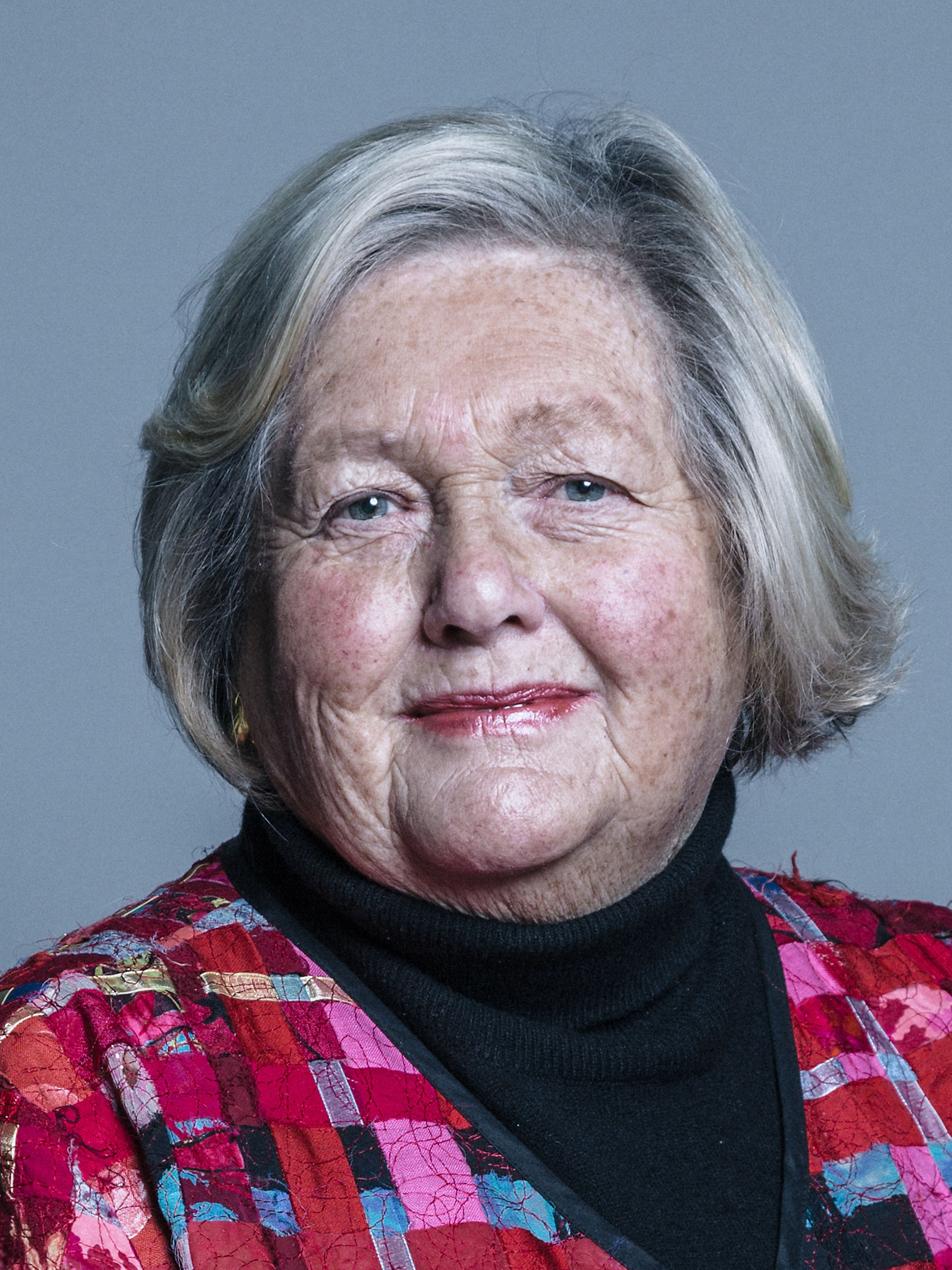
Angela Billingham, Baroness Billingham, 2018

Angela Theodora Billingham, Baroness Billingham, JP (geborene Case, * 31. Juli 1939 in Liverpool) ist eine britische Politikerin (Labour) und Life Peer.

## Karriere
Billingham gehörte von 1970 bis 1974 dem Banbury Borough Council und von 1974 bis 1984 dem Cherwell District Council, letzterem als Vorsitzende der Labour-Gruppe an. 1976 war sie Bürgermeisterin von Banbury. 1993 bis 1994 gehörte sie dem Oxfordshire County Council an.
1992 trat sie im Wahlkreis Banbury für das House of Commons an, unterlag aber.
Billingham war von 1994 bis 1999 Mitglied des Europäischen Parlaments für Northamptonshire and Blaby. Sie trat zur Wiederwahl an, aber unterlag.
Im Jahr 2000 wurde sie als Baroness Billingham, of Banbury in the County of Oxfordshire, zur Life Peeress erhoben und ist dadurch seither Mitglied des House of Lords. Seit 2002 ist sie stellvertretende Vorsitzende der Sports Group, seit 2006 für die Lighter Evenings Group und ebenfalls seit 2006 Vorsitzende der Tennis Group.
Von 2004 bis 2005 war sie stellvertretende Vorsitzende des PLP Departmental Committee for Culture, Media and Sport.

## Familie
Sie war von 1962 bis zu seinem Tod 1992 mit Peter Billingham verheiratet. Aus dieser Ehe gingen zwei Kinder hervor.